# Hell of a View
«Hell of a View» — песня американского кантри-певца Эрика Чёрча, вышедшая в качестве лид-сингла с его студийного альбома Heart & Soul (2021). В треке используется бэк-вокал давней соратницы Джоанны Коттен.
Сингл достиг первого места в кантри-чарте Country Airplay.

## История
Чёрч был в горах Северной Каролины, когда он вернулся с пробежки и услышал, как его соавтор Кейси Битхард исполняет песню, над которой он работал с Монти Крисвеллом. Чёрч сказал, что это казалось «большим хитом, но в то же время в ней есть вневременное качество». Соавторы закончили писать песню и записали её в ту же ночь.

## Отзывы
Песня «Hell of a View» получила положительные отзывы музыкальной критики и интернет-изданий. Многие положительно отметили присутствие вокалистки Джоанны Коттен. Крейг Шелберн из CMT назвал песню «новым романтическим синглом», отметив «мощную гармонию» Коттен в качестве бэк-вокалистки. Джон Фриман из Rolling Stone назвал трек «нежной среднетемповой балладой», сказав, что он «изображает острые ощущения жизни в движении с тем, кого вы любите». Фриман также отметил «проникновенный голос» Коттен как «big presence». Анджела Стефано из Taste of Country назвала эту песню «песней о любви для повстанцев».

## Концертные выступления
Чёрч исполнил «Hell of a View» на 54-й ежегодной премии Ассоциации музыки кантри в ноябре 2020 года.

## Чарты

### Еженедельные чарты
| Чарт (2021)                         | Высшая позиция |
| ----------------------------------- | -------------- |
| Канада (Billboard Canadian Hot 100) | 32             |
| Канада (Billboard Country)          | 1              |
| Мир (Billboard Global 200)          | 120            |
| США (Billboard Hot 100)             | 28             |
| США (Billboard Country Airplay)     | 1              |
| США (Billboard Hot Country Songs)   | 2              |

## Сертификации
| Регион                                                                      | Сертификация | Продажи |
| --------------------------------------------------------------------------- | ------------ | ------- |
| Канада (Music Canada)                                                       | Платиновый   | 80 000  |
| США (RIAA)                                                                  | Золотой      | 500 000 |
| Данные о продажах + прослушиваниях приведены только на основе сертификации. |              |         |